# The Clown and the Prima Donna
The Clown and the Prima Donna è un cortometraggio muto del 1913 diretto da Maurice Costello e Wilfrid North.

## Produzione
Il film fu prodotto dalla Vitagraph Company of America.

## Distribuzione
Distribuito dalla General Film Company, il film - un cortometraggio in una bobina - uscì nelle sale cinematografiche statunitensi il 29 agosto 1913.